# Antonio Banuelos
Antonio Banuelos (Tulare, 23 de setembro de 1979) é um atleta estadunidense de artes marciais livres. Atualmente ele compete na classe de Bantamweight para a World Extreme Cagefighting.  Antonio apareceu pela primeira vez no segundo episódio da  primeira temporada da série TapouT.  Em outubro de 2010, Banuelos alcançou a posição de número 10 na sua categoria na MMA Weekly.

## MMA
Banuelos derrotou Scott Jorgensen em uma decisão não unânime no WEC 41, luta essa que, segundo muitos, incluindo o principal executivo da WEC, Reed Harris,  deveria ter ganhado o prêmio de fight of the year..
Banuelos melhorou no WEC após ganhar de Kenji Osawa via decisão unânime em 18 de novembro de 2009 no WEC 44.
Banuelos foi programado para lutar contra Damacio Page em 24 de abril de 2010 no WEC 48, mas Page desistiu por estar machucado. Banuelos então instigou Jorgensen para uma revanche da luta entre os dois no WEC 41.  Banuelos perdeu a luta por decisão unânime.
Banuelos lutou com Chad George em 30 de setembro de 2010 no WEC 51.  Ele também venceu a luta por decisão unânime.

## Histórico
| Resultado | Cartel  | Oponente          | Método                       | Evento                                      | Data                    | Round | Tempo | Lugar                                    |
| --------- | ------- | ----------------- | ---------------------------- | ------------------------------------------- | ----------------------- | ----- | ----- | ---------------------------------------- |
| Derrota   | 20-10-1 | Alp Ozkilic       | TKO (Socos)                  | Legacy Fighting Championship 20             | 31 de maio de 2013      | 1     | 0:30  | Corpus Christi, Texas, Estados Unidos    |
| Empate    | 20–9–1  | Rafael De Freita  | Empate (Dividido)            | Legacy Fighting Championship 18             | 1 de março de 2013      | 3     | 5:00  | Houston, Texas, Estados Unidos           |
| Derrota   | 20–9    | Josh Sampo        | Decisão (Unânime)            | Legacy Fighting Championships 14            | 14 de setembro de 2012  | 3     | 5:00  | Houston, Texas, Estados Unidos           |
| Derrota   | 20–8    | Bibiano Fernandes | TKO (Socos)                  | Fight For Japan: Genki Desu Ka Omisoka 2011 | 31 de dezembro de 2011  | 1     | 1:21  | Saitama, Saitama, Japão                  |
| Vitória   | 20–7    | Masakazu Imanari  | Decisão (Dividida)           | Fight For Japan: Genki Desu Ka Omisoka 2011 | 31 de dezembro de 2011  | 2     | 5:00  | Saitama, Saitama, Japão                  |
| Vitória   | 19–7    | Hideo Tokoro      | Decisão (Dividida)           | Dream 17                                    | 21 de setembro de 2011  | 3     | 5:00  | Saitama, Saitama, Japão                  |
| Derrota   | 18–7    | Miguel Torres     | Decisão (Unânime)            | UFC 126                                     | 5 de fevereiro de 2011  | 3     | 5:00  | Las Vegas, Nevada, Estados Unidos        |
| Vitória   | 18-6    | Chad George       | Decisão (Unânime)            | WEC 51                                      | 30 de setembro de 2010  | 3     | 5:00  | Broomfield, Colorado, Estados Unidos     |
| Derrota   | 17-6    | Scott Jorgensen   | Decisão (Unânime)            | WEC 48                                      | 20 de abril de 2010     | 3     | 5:00  | Califórnia, Califórnia, Estados Unidos   |
| Vitória   | 17-5    | Kenji Osawa       | Decisão (Unânime)            | WEC 44                                      | 18 de novembro de 2009  | 3     | 5:00  | Las Vegas, Nevada, Estados Unidos        |
| Vitória   | 16-5    | Scott Jorgensen   | Decisão (Dividida)           | WEC 41                                      | 7 de junho de 2009      | 3     | 5:00  | Califórnia, Califórnia, Estados Unidos   |
| Vitória   | 15-5    | Bryan Goldsby     | KO                           | Palace Fighting Championship 10: Explosive  | 26 de setembro de 2008  | 2     | 0:59  | Lemoore, Califórnia, Estados Unidos      |
| Derrota   | 14-5    | Manny Tapia       | Decisão (Dividida)           | WEC 32                                      | 13 de fevereiro de 2008 | 3     | 5:00  | Albuquerque, Novo México, Estados Unidos |
| Vitória   | 14-4    | Justin Robbins    | Decisão (Unânime)            | WEC 29                                      | 5 de agosto de 2007     | 3     | 5:00  | Las Vegas, Nevada, Estados Unidos        |
| Derrota   | 13-4    | Charlie Valencia  | KO (Soco)                    | WEC 26                                      | 24 de março de 2007     | 1     | 3:12  | Las Vegas, Nevada, Estados Unidos        |
| Vitória   | 13-3    | Mike French       | Decisão (Unânime)            | WEC 25                                      | 20 de janeiro de 2007   | 3     | 5:00  | Las Vegas, Nevada, Estados Unidos        |
| Vitória   | 12-3    | Cole Escovedo     | Decisão (Unânime)            | WEC 23                                      | 17 de agosto de 2006    | 3     | 5:00  | Lemoore, Califórnia, Estados Unidos      |
| Derrota   | 11-3    | Eddie Wineland    | KO                           | WEC 20                                      | 5 de maio de 2006       | 1     | 2:36  | Lemoore, Califórnia, Estados Unidos      |
| Vitória   | 11-2    | James Cottrell    | Decisão (Unânime)            | WEC 19                                      | 17 de março de 2006     | 3     | 5:00  | Lemoore, Califórnia, Estados Unidos      |
| Vitória   | 10-2    | Kimihito Nonaka   | KO                           | FFCF 5 - Unleashed                          | 27 de janeiro de 2006   | 1     | 1:00  | Guam                                     |
| Vitória   | 9-2     | Justin Tavernini  | Decisão (Unânime)            | UCW 3 - Caged Inferno                       | 22 de outubro de 2005   | 3     | 5:00  | Winnipeg, Manitoba, Canadá               |
| Vitória   | 8-2     | Ed Tomaselli      | TKO (Corte)                  | WEC 17                                      | 14 de outubro de 2005   | 1     | 2:25  | Lemoore, Califórnia, Estados Unidos      |
| Vitória   | 7-2     | Mike Lindquist    | Finalização (Mata-leão)      | WEC 14                                      | 17 de março de 2005     | 1     | 1:38  | Lemoore, Califórnia, Estados Unidos      |
| Vitória   | 6-2     | Brandon Shuey     | TKO                          | SF 6 - Battleground in Reno                 | 23 de setembro de 2004  | 1     | 0:22  | Reno, Nevada, Estados Unidos             |
| Vitória   | 5-2     | Yobie Song        | TKO (Corte)                  | ROTR 4 - Rumble on the Rock 4               | 10 de outubro de 2003   | 3     | 2:39  | Honolulu, Havaí, Estados Unidos          |
| Vitória   | 4-2     | Jim Kikuchi       | Decisão                      | ROTR 2 - Rumble on the Rock 2               | 15 de março de 2003     | 2     | 5:00  | Honolulu, Havaí, Estados Unidos          |
| Derrota   | 3-2     | Jeff Bedard       | Finalização (chave de braço) | WEC 5                                       | 18 de outubro de 2002   | 1     | 0:47  | Lemoore, Califórnia, Estados Unidos      |
| Vitória   | 3-1     | Steve Hecht       | Decisão                      | UAGF 1 - Ultimate Cage Fighting 1           | 9 de maio de 2002       | 2     | 5:00  | Los Angeles, Califórnia, Estados Unidos  |
| Derrota   | 2-1     | Stephen Palling   | Finalização (Triângulo)      | Warriors Quest 2 - Battle of Champions      | 1 de agosto de 2001     | 1     | 0:38  | Havaí, Estados Unidos                    |
| Vitória   | 2-0     | Brian Peterson    | KO                           | IFC WC 14 - Warriors Challenge 14           | 18 de julho de 2001     | 3     | 1:51  | Califórnia, Estados Unidos               |
| Vitória   | 1-0     | Daniel Garlets    | TKO                          | IFC WC 13 - Warriors Challenge 13           | 15 de junho de 2001     | N/A   |       | Oroville, Califórnia, Estados Unidos     |